# Havre de Grace
Havre de Grace ist eine City im Harford County im Bundesstaat Maryland in den Vereinigten Staaten. Das U.S. Census Bureau hat bei der Volkszählung 2020 eine Einwohnerzahl von 14.807 ermittelt.
Der Name der Stadt geht auf die französische Hafenstadt Le Havre zurück.

## Geographie
Der rund 55 km nordöstlich von Baltimore gelegene Ort liegt in der Nähe der Kleinstadt Aberdeen (Maryland) an der Einmündung des Susquehanna in die Bucht von Chesapeake. Laut dem United States Census Bureau hat Havre de Grace eine Fläche von 17,85 km², wovon 14,24 km² auf Land und 3,6 km² auf Wasserflächen entfallen.

## Sehenswürdigkeiten
Durch die reizvolle Lage Havre de Graces am Ende der Chesapeake Bay und der Mündung des Susquehanna Rivers ist es für den Tourismus recht bedeutend. Entlang der Küste gibt es mehrere Yachthäfen, zwei kleine Museen und einen Leuchtturm.
Der Ort war der Ausgangspunkt der P.W. & B. Railroad Bridge, eine der ersten großen hölzernen Eisenbahnbrücken in den USA, deren Pfeiler jetzt noch im Susquehanna River stehen.

## Söhne und Töchter der Stadt
- Thomas McInerney (* 1937), Generalleutnant der United States Air Force
- William Sleator (1945–2011), Schriftsteller
- Paul Wingo (1946–2014), Jazzgitarrist
- Cal Ripken Jr. (* 1960), Baseballspieler
- Ultra Naté (* 1968), Sängerin